# Cirkumflex accent (fonetik)
Cirkumflex accent (även cirkumflexaccent, sammansatt accent, bruten accent, eller tvåtoppig accent) är en typ av ordaccent i olika språk, bland annat i traditionella svenska och norska dialekter. Ursprungligen användes termen om en av ordaccenterna i klassisk grekiska och betecknade där en fallande ton på en lång vokal eller diftong inom en och samma stavelse. Ordet kommer av latinets (accentus) circumflexus ’kringböjd’ vilket är ett översättningslån av grekiska περισπώμενος perispómenos med samma betydelse. Beskrivningen ’kringböjd’ kan i grekiskan tolkas antingen fonetiskt, d.v.s. syfta på tonförloppet, eller grafiskt, d.v.s. syfta på själva tecknets utformning.

## Cirkumflex accent i nordiska språk

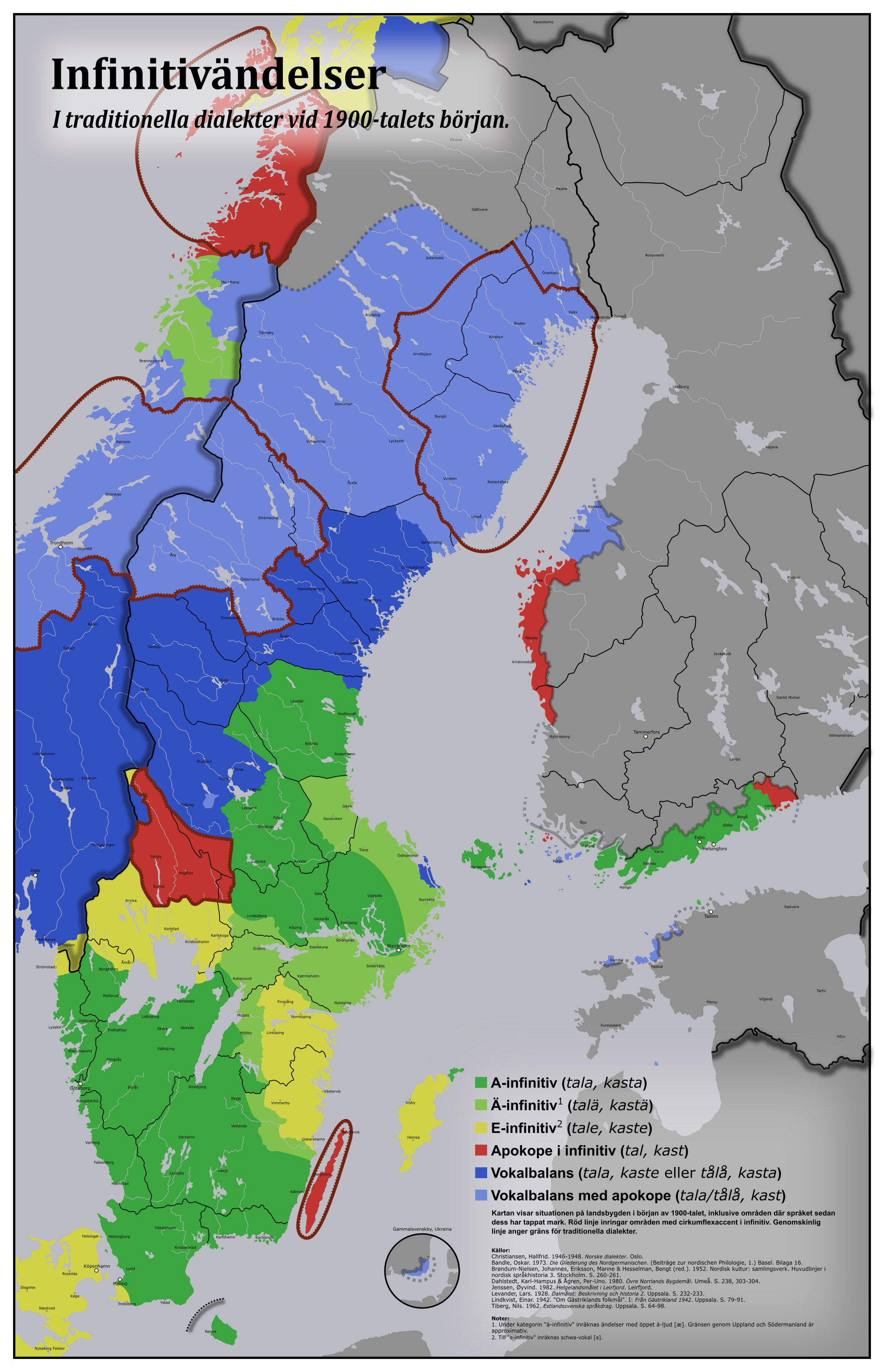
Infinitivändelser i traditionella svenska dialekter vid sekelskiftet 1900. Röd linje inringar områden med cirkumflex accent i infinitiv.

Inom nordiska språk används termen cirkumflex accent för ordaccenten i ursprungligen långstaviga ord som har apokoperats till en stavelse, men som behållit den för accent 2 kännetecknande tvåtoppigheten. Ett långstavigt verb såsom kasta med accent 2 (grav accent) i sydligare dialekter, motsvaras därför av en apokoperad form kast, men med bibehållen tvåtoppighet, vilket då kallas för cirkumflex accent. Med landsmålsalfabetet skrivs denna accent med ett cirkumflex (^), t.ex. kâst, och i dialektal skrift ofta alternativt med en dubbeltecknad vokal, som får representera tvåtoppigheten: kaast. Ord med cirkumflex accent tolkas ibland av vissa som tvåstaviga, men den gängse tolkningen är att de är enstaviga. I vissa dialekter, bl.a. i Nordland i Norge och i Värmland, har även ursprungliga kortstaviga ord apokoperats med efterföljande cirkumflex accent, t.ex. kôm ’komma’.
För vissa dialekter finns även beskriven en akut cirkumflex i ord som i sydligare mål motsvaras av ett ord med accent 1 som slutar på vokal + slutljudande -n, t.ex. hunden som i t.ex. Själevad och delar av Värmland då får formen hǔn eller i Jämtland kvěln ’kvällen’. Vokalen synkoperas varefter vokalen förlängs på ett liknande sätt som i den grava cirkumflexen ovan. I de flesta norrländska dialekter dock sådana ord att reduceras till enstavingar med enkel accent 1, t.ex. hun, eller få stavelsebildande -n: hun̥. Dessutom kan i vissa trakter en cirkumflex accent förekomma i även stavelser med bitryck. I delar av Värmland förekommer sådan bicirkumflex i vissa ändelser som hästǎn, 'hästarna', och i sammansättningar som vallhǔn, 'vallhunden'.

### Utbredning
Bland svenska dialekter finns cirkumflex accent traditionellt i dialekterna i Västerbotten och Norrbotten (utom i Överkalix), i Malå, Arvidsjaur och östra Jokkmokk i Lappland. Dessutom finns det i västra Norrland, t.ex. i större delen av Jämtland och i nordvästra Ångermanland. Utanför Norrland finns cirkumflex accent traditionellt även i norra Värmland med angränsande delar av Dalarna och Västmanland, på Öland samt i sydöstra Småland i Södra Möre härad  och i angränsande delar av Blekinge.
I Norge finns cirkumflex accent i Trøndelag (delar av Namdalen och Innherred) som gränsar till Jämtland, samt i delar av Nordland och Nordmøre.